# صنایع آدافروت
صنایع آدافروت (انگلیسی: Adafruit Industries) شرکت سخت‌افزار آمریکایی است، که در سال ۲۰۰۵ تأسیس شد.